# Collegio di Croydon West
Croydon West è un collegio elettorale inglese situato nella Grande Londra, e rappresentato alla Camera dei Comuni del Parlamento del Regno Unito. Elegge un membro del Parlamento con il sistema first-past-the-post, ossia maggioritario a turno unico. Dopo essere già stato in vigore dal 1950 al 1955, è stato ri-creato con la revisione dei collegi elettorali del 2024; l'attuale parlamentare è Sarah Jones del Partito Laburista, che rappresenta il collegio dal 2024.

## Estensione

Croydon West dal 1950 al 1955

- 1950–1955: i ward del County Borough of Croydon di Broad Green, Central, South, Waddon e Whitehorse Manor..
- dal 2024: i ward del borgo londinese di Croydon di Bensham Manor, Broad Green, Fairfield, Selhurst, South Norwood, Waddon, West Thornton e Woodside (distretto elettorale WDS1).[1]

## Membri del Parlamento
| Elezione | Elezione | Deputato          | Partito           |
| -------- | -------- | ----------------- | ----------------- |
|          | 1950     | Richard Thompson  | Conservatore      |
|          | 1955     | Collegio abolito  | Collegio abolito  |
|          | 2024     | Collegio ricreato | Collegio ricreato |
|          | 2024     | Sarah Jones       | Laburista         |

## Elezioni

### Elezioni negli anni 2020
| Partito                    | Partito                                      | Candidato                  | Risultati 4 luglio 2024 | Risultati 4 luglio 2024 |
| Partito                    | Partito                                      | Candidato                  | Voti                    | %                       |
| -------------------------- | -------------------------------------------- | -------------------------- | ----------------------- | ----------------------- |
|                            | Laburista                                    | Sarah Jones                | 20 612                  | 54,07                   |
|                            | Conservatore                                 | Simon Fox                  | 6 386                   | 16,75                   |
|                            | Verdi                                        | Ria Patel                  | 3 851                   | 10,10                   |
|                            | Lib Dem                                      | Jahir Hussain              | 3 667                   | 9,62                    |
|                            | Reform UK                                    | Vinayak Malhotra           | 2 148                   | 5,63                    |
|                            | Workers                                      | Ahsan Ullah                | 708                     | 1,86                    |
|                            | Taking the Initiative                        | Donna Murray-Turner        | 503                     | 1,32                    |
|                            | TUSC                                         | April Ashley               | 247                     | 0,65                    |
|                            |                                              |                            |                         |                         |
| Iscritti                   | Iscritti                                     | Iscritti                   | 77 942                  | 100,00                  |
| ↳ Votanti (% su iscritti)  | ↳ Votanti (% su iscritti)                    | ↳ Votanti (% su iscritti)  | 38 122                  | 48,91                   |
| ↳ Astenuti (% su iscritti) | ↳ Astenuti (% su iscritti)                   | ↳ Astenuti (% su iscritti) | 39 820                  | 51,09                   |
|                            |                                              |                            |                         |                         |
|                            | Esito: collegio a Laburista (nuovo collegio) |                            |                         |                         |